# XVIII Concili de Toledo
El XVIII Concili de Toledo fou una reunió general dels bisbes de les províncies del Regne de Toledo, convocada pel rei Vítiza vers el 703. Les actes del concili no s'han conservat. Segurament se li va confirmar el tron al rei i aquest va prendre mesures de gràcia amb els nobles de l'oposició. Possiblement fou presidit pel metropolità Fèlix.